# Оперный дом
О́перный дом (Сре́дний дворе́ц) — дворец, входящий в комплекс застройки Царицынского дворцово-паркового ансамбля. Возведён по проекту и под руководством Василия Баженова в 1776—1778 годах в процессе создания подмосковной резиденции Екатерины II. К моменту отстранения Баженова от работ над царицынским ансамблем в 1786 году дворец был полностью завершён, но не отделан; внутренние помещения были оштукатурены, в них имелись изразцовые печи и полы с керамической плиткой.

## Название
Название Оперный дом, закрепившееся за дворцом в XIX веке, не отражает в полной мере его предполагавшегося предназначения — здесь могли проходить не только придворные спектакли, но и малые официальные приёмы. Оно впервые появилось на одном из планов Царицына в 1816 году. Неизвестный автор названия, вероятно, исходил из планировки здания: его значительную часть занимает большой зал, напоминающий концертный или театральный.
В документах Баженова здание именуется «Дворец напротив боку садового», в его письмах времён постройки Царицына оно также встречается под названием «Средний дворец». В дальнейшем сооружение называли также «Дворцом приёмов Екатерины II». Несмотря на устойчивое музыкальное имя, музыка в нём никогда (до конца XX века) не звучала.

## Архитектурные особенности

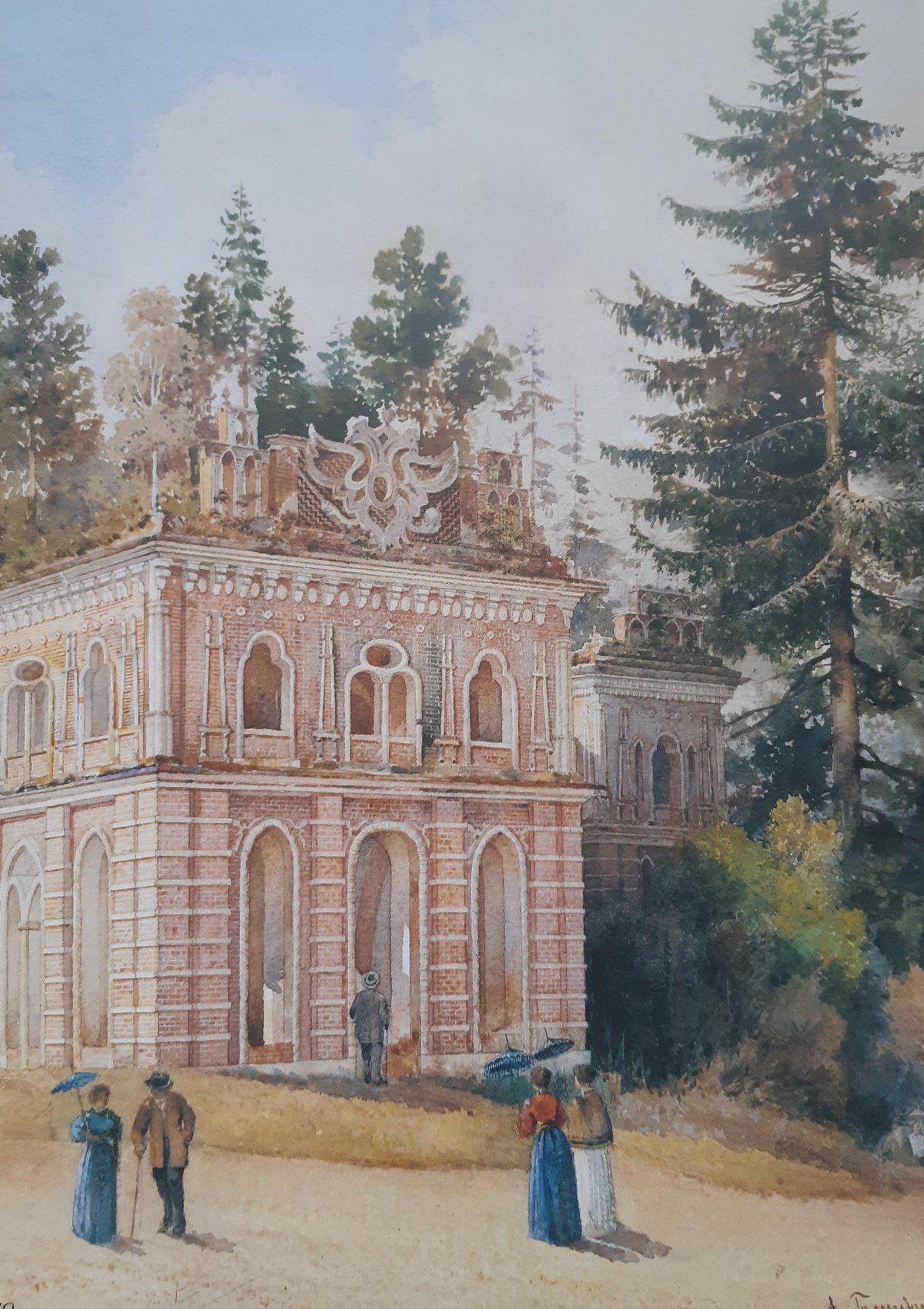
Вид Оперного дома в усадьбе Царицыно.
Картина 1893 года.

Дворец в два этажа является наиболее сложно декорированной из сохранившихся царицынских построек Баженова. Довольно крупное здание протяжённой формы производит впечатление лёгкости и цельности благодаря нескольким интересным архитектурным приёмам. Первый этаж создан подчёркнуто монументальным; вытянутые стрельчатые арки окон, начинающиеся от цоколя, ритмично чередуются с выступами наподобие пилястр с белокаменными вставками, которые создают впечатление горизонтального руста. Второй этаж, отделённый выразительным белокаменным карнизом, сделан подчёркнуто нарядным: чередующиеся мелкие детали белокаменного убранства, красиво профилированный карниз, изысканная форма оконных проёмов в итальянской манере, простенки с декором, похожим на обелиски визуально облегчают его; этаж кажется меньше — при том, что он по высоте равен первому. В этом проявился характерный для Баженова архитектурный приём: нижнюю часть здания создавать более массивной, а верхней — тщательно прорабатывать детали; тем самым достигается эффект общей лёгкости сооружения, его устремлённость ввысь.
Парапет, венчающий дворец, по сравнению парапетами других царицынских построек особенно сложен по рисунку, наряден и очень высок (свыше двух метров); с южного и северного фасадов в него включены замечательные по своей графичности контурные белокаменные двуглавые орлы, подчёркивающие официальный статус здания. С восточной стороны в его центральной части имеется декоративный рисунок, напоминающий театральный занавес, со звёздами, кругами и планетарными знаками, намекающими на масонство архитектора. К масонской символике в оформлении дворца также относятся декоративные детали второго этажа наподобие обелисков с заострёнными штырями — «лестницы вольных каменщиков».
Неповторимое своеобразие дворца в сочетании с совершенным мастерством воплощения дали повод к тому, что его нередко сравнивают с гигантским резным ларцом для драгоценностей. Дворец относят к «прекраснейшим созданиям зодчего».
Княгиня Куракина, современница царицынского строительства, писала родственникам:
Вчера мы со всей своей семьёй ездили в Царицыно гулять <...> Загляделись на строение, которое беспримерно хорошо .
Исследовательница Царицына К. И. Минеева отмечала:
В нём всё прекрасно, начиная от общих пропорций, силуэта здания и кончая отдельными деталями белокаменного узорочья, которое как лёгкое кружево накинуто на кирпичные стены дворца.
Дворец предназначался, вероятно, для небольших официальных приёмов, проведения придворных церемоний, а также для театральных представлений и придворных увеселений Екатерины II. На это указывают планы дворца; в основе его планировки — великолепный двусветный зал со сводчатым потолком и превосходной акустикой, к которому примыкают два аванзала. Та часть, что выходит к Верхнему Царицынскому пруду, состоит из анфилады небольших помещений, вероятно, служебного или вспомогательного характера. В их планировке Баженов проявил особую фантазию: в прямоугольные формы дворца вписаны овальные комнаты и комнаты с неожиданными нишами и скруглёнными углами.

## Реставрация
На протяжении всей своей истории дворец никак не использовался; к 1980-м годам он представлял собой только наружные стены, которые, тем не менее, хорошо сохранились. Реставрационные работы начались в 1988 году и продолжались 8 лет. Замыслы Баженова относительно интерьеров дворца неизвестны, поэтому реставраторы оставили их такими, какими они были в конце XVIII века — отделанными белой штукатуркой; от этого сводчатые залы напоминают монастырские помещения. В 1996—2006 годах дворец был главным выставочным и концертным залом музея-заповедника «Царицыно»..

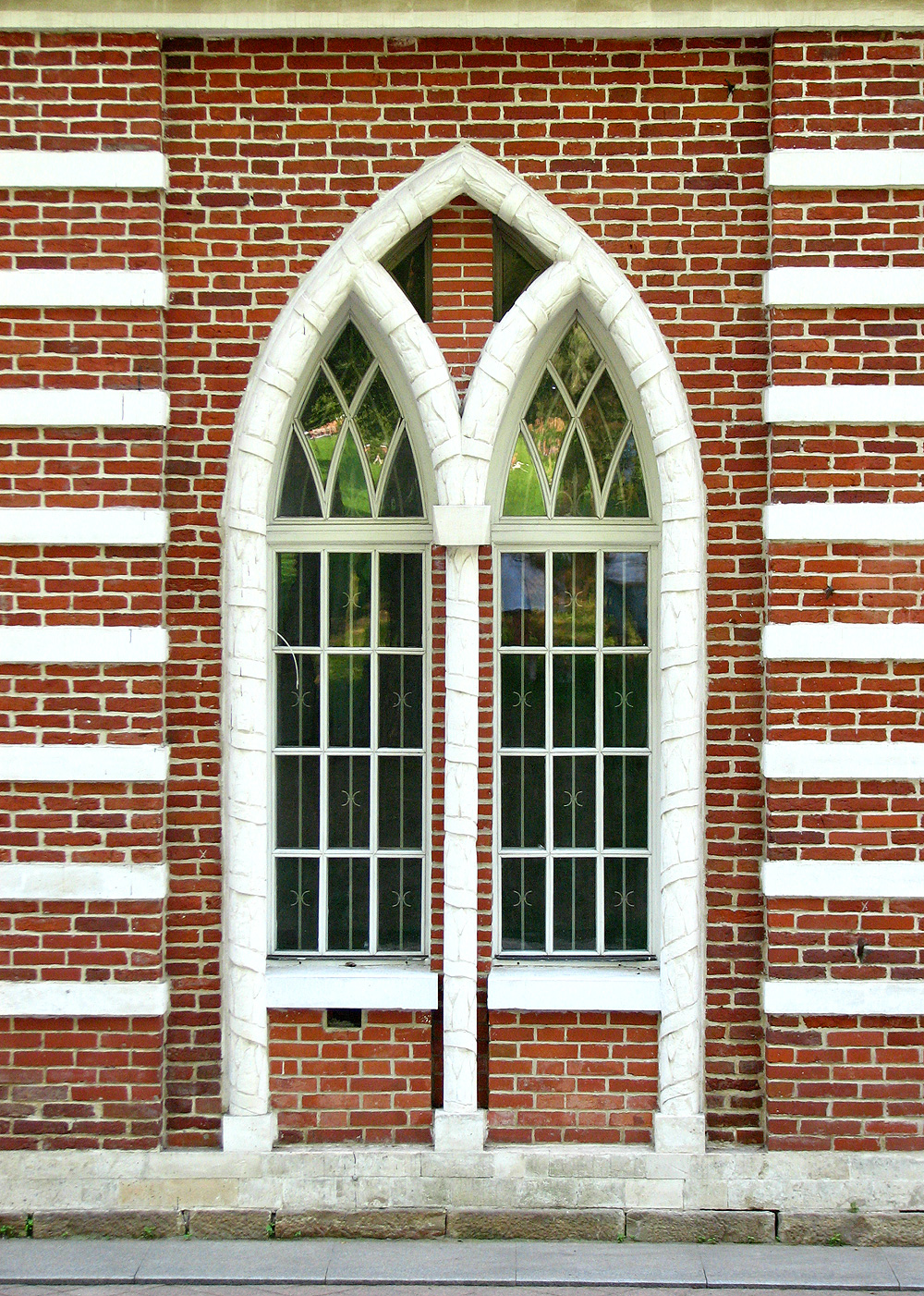
Окно первого яруса
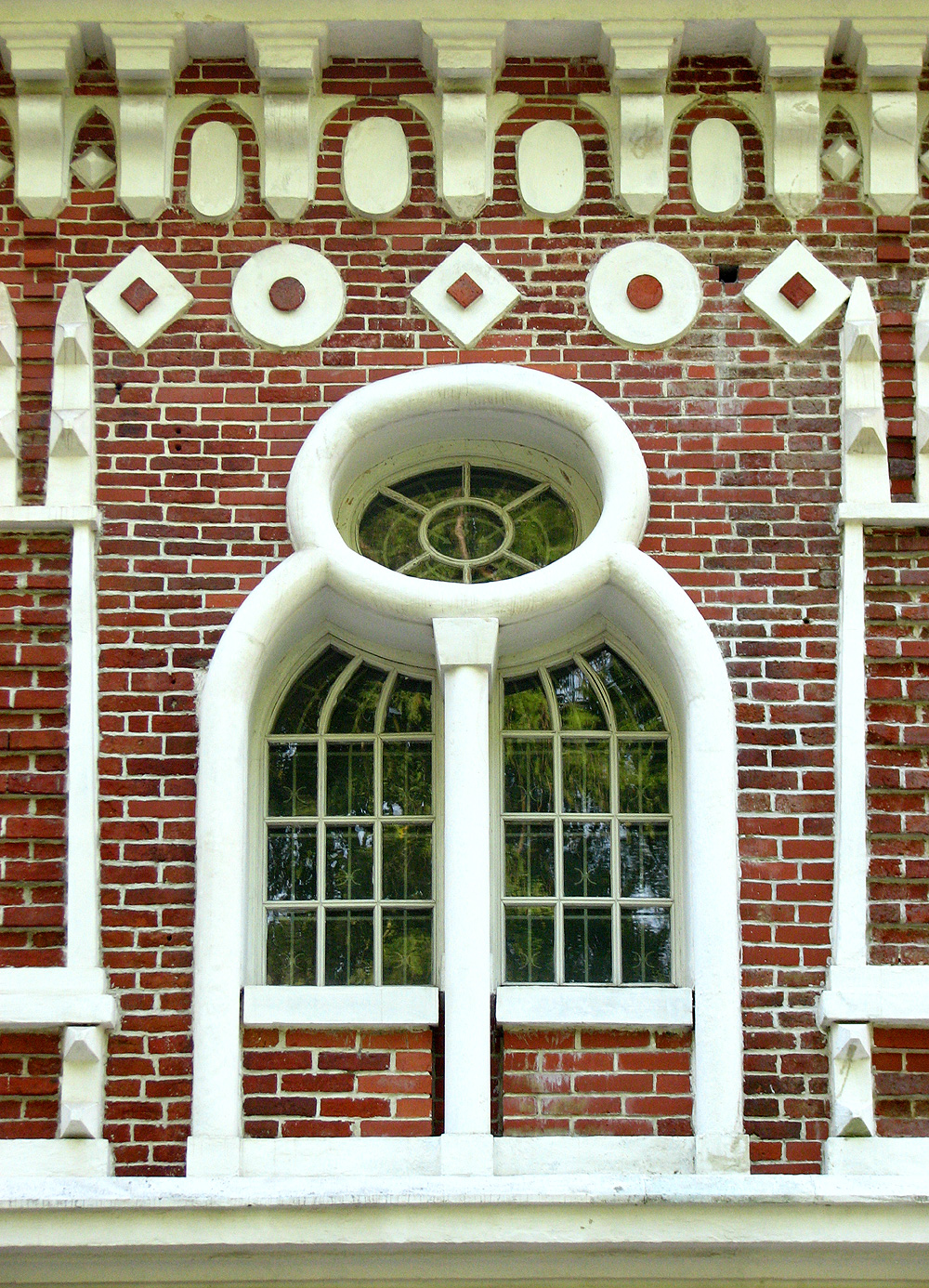
Окно второго яруса